# Rutledge (Minnesota)
Rutledge – miasto w Stanach Zjednoczonych, w stanie Minnesota, w hrabstwie Pine.